# Freche Mädchen – freche Bücher
Freche Mädchen – Freche Bücher ist eine Buchreihe des Thienemann-Esslinger Verlags, die sich an Mädchen ab 12 Jahren richtet.

## Allgemeines
Die Reihe „Freche Mädchen – Freche Bücher“ gibt es seit 1998. Die Freche-Mädchen-Bücher werden von verschiedenen Autoren geschrieben. Freche-Mädchen-Bücher setzen sich mit typischen Problemen junger weiblicher Jugendlicher auseinander, zum Beispiel drehen sich viele der Bücher um die erste Liebe oder den ersten Kuss. Der Lebensalltag weiblicher Teenager wird humorvoll erzählt.
Ein 2007 im Buchreport erschienener Artikel mit dem Titel „Abschied vom süßen Brei“ kritisierte unter anderem am Beispiel des „Freche Mädchen ...“-Buchs „Franzosen küssen besser“ einen Trend zu Trivialliteratur im deutschsprachigen Kinder- und Jugendbuchmarkt. Ein Vertreter des Thienemann-Verlags wies den Vorwurf mangelnder Qualität zurück, rechtfertigte die „trivialen“ Gestaltungselemente (etwa das glitzernde Herz auf den Bucheinbänden der Reihe) mit der Notwendigkeit, sich an den Wünschen der Zielgruppe zu orientieren, und hob hervor, dass das Buch durch ironische Brüche den Leserinnen helfe, Distanz zu ihren eigenen Pubertätsproblemen gewinnen.
Bis 2009 sind ca. 100 Bücher von „Freche Mädchen – Freche Bücher!“ erschienen. 21 Freche-Mädchen-Bücher wurden auch auf Englisch veröffentlicht, sie sind zum unterhaltsamen Englisch-Lernen gedacht. Insgesamt sind die Bücher bis 2008 in 22 Sprachen übersetzt worden, außerdem sind viele Bücher als Hörbücher erschienen.
Bis 2008 wurden über 7 Millionen Exemplare verkauft. Im Juli 2006 erwarb die Constantin Film die Verfilmungsrechte.
Grundlage für den ersten Film waren die Bücher von Bianka Minte-König um Hanna, Mila und Kati. Am 17. Juli 2008 kam der Film unter dem Titel „Freche Mädchen“ in die Kinos. Unter anderem spielen dort: Wilson Gonzalez Ochsenknecht, Emilia Schüle, Piet Klocke, Selina Shirin Müller, Anke Engelke und Armin Rohde mit. Zum Filmstart erscheint ein Hörspiel „Freche Mädchen“ beim DAV, Der Audio Verlag. Die DVD zum Film erschien am 18. Dezember 2008.
Am 22. Juli 2010 kam der zweite Film „Freche Mädchen 2“ in die Kinos.
„Freche Mädchen – Freche Manga“ erscheinen ab Juni 2008. Gestartet wird mit Mangas zu der „Hanna, Mila, Kati“-Reihe von Bianka Minte-König.
Seit Januar 2007 vertreibt der Verlag über den Buchhandel verschiedene Merchandisingartikel, und ab Juli 2007 gibt es auch einen Online-Shop auf der „Freche Mädchen – freche Bücher“-Homepage.

## Autoren bisheriger Bände
- Sabine Both
- Thomas Brinx und Anja Kömmerling
- Christamaria Fiedler
- Sissi Flegel
- Domenica Luciani
- Bianka Minte-König
- Frank Maria Reifenberg
- Martina Sahler
- Chantal Schreiber
- Hortense Ullrich
- Irene Zimmermann und Hans-Günther Zimmermann
- Gwyneth Minte

## Bücher
- Sabine Both
  - Umzug nach Wolke sieben (2002)
  - Was reimt sich auf Liebe? (2003)
  - Liebe geteilt durch zwei (2004)
  - Herzkribbeln im Gepäck (2005)
  - Herzklopfen auf Rezept (2006)
  - Doppelter Salto mit Kuss (2007)
  - It's Showtime, Mick! (2008)
  - Frag nicht – küss mich (2009)
  - Drei Küsse zum Dinner (2010)
  - Kleine Ziege – große Liebe (2011)
  - Herzbuben im Doppelpack (2012)
  - Klappe Kuss, die zweite
  - Kein Sommer ohne Poolprinz

- Brinx/Kömmerling
  - Alles Machos außer Tim (2003)
  - Ein Paul zum Küssen (2003)
  - Stadt, Land, Liebe (2004)
  - E-Mail mit Kuss (2005)

- Luna-serie:
  - Sommersprossenkussgewitter (2006)
  - Gewitterwolken-Sonnenkuss (2008)

- Tula-Serie:
  - Suche Traumprinz, biete Sandburg (2010)
  - Tausche Traumprinz gegen Pizza (2011)
  - Goodbye Traumprinz,hallo Hund (2012)

- Natascha-Serie
  -     - Küssen nicht vergessen (2006)
    - Verküss dich nicht (2006)
    - Eins, zwei, wachgeküsst (2007)

- Pauline-Serie:
  - Traumdate im Galopp

- Christamaria Fiedler
  - Risotto criminale (1998)
  - Spaghetti criminale (1999)
  - Kürbis criminale (2002)
  - Popcorn criminale (2004)
  - Sushi criminale (2005)
  - Ketchup criminale (2007)

- Sissi Flegel
  - Lieben verboten (1998)

- - Mimi-Serie:
    - Kanu, Küsse, Kanada (2000)
    - Liebe, Mails & Jadeperlen (2001)
    - Liebe, List & Andenzauber (2002)
    - Liebe, Sand und Seidenschleier (2003)
    - Coole Küsse, Meer & mehr  (2004)

- - Bille-Serie:
    - Schule, Ballett & erster Kuss (2005)
    - Schule, Ballett & Dornröschenkuss (2006)
    - Schule, Ballett & Handykuss (2007)

- Domenica Luciani
  - Das Leben ist ein Video (1998)

- Bianka Minte-König
  - Vinni-Serie:
    - Generalprobe (1998)
    - Theaterfieber (1999)
    - Herzgeflimmer (2001)

- - Hanna, Mila, Kati-Serie:
    - Handy-Liebe (Hanna) (2000)
    - Hexentricks & Liebeszauber (Kati) (2001)
    - Liebesquiz & Pferdekuss (Mila) (2001)
    - Liebestrank & Schokokuss (Kati) (2003)
    - Superstar & Liebesstress (Hanna) (2004)
    - Liebestest & Musenkuss (Mila) (2004)
    - Liebeslied & Schulfestküsse (Mila) (2005)
    - SMS & Liebesstress (Hanna) (2006)
    - Freche Flirts & Liebesträume (Kati) (2009)
    - Herzklopfen & Kussfinale (Kati) (2011)
    - Milas Ferientagebuch: Mallorca (2012)
    - Milas ferientagebuch: Paris
    - Milas Ferientagebuch: Berlin

- - Kiki-Serie:
    - Schulhof-Flirt & Laufstegträume (2002)
    - Knutschverbot und Herzensdiebe (2003)
    - Liebesfrust & Popstarkuss (2004)
    - Jungs & andere Katastrophen (2005)
    - Liebesschwüre & andere Katastrophen (2009)
    - Schulhofküsse & andere Katastrophen (2010)
    - Flirtfieber & andere Katastrophen (2012)
    - Popstars & andere Katastrophen
    - Der Neue & andere Katastrophen
    - Herzensdinge & allerletzte Katastrophen

- - Leonie-Serie:
    - Liebe ... Ganz schön peinlich (2006)
    - Liebe ... total verrückt (2007)
    - Liebe ... voll chaotisch (2008)
    - Die Wilden Rosen ...Jungsalarm (2012)
    - Die Wilden Rosen ...Küssen verboten (2013)

- Bianka Minte-König/Gwyneth Minte
  - Tochter Jette, Mutter Holly-Serie:
    - Meine Liebe – Deine Liebe (2009)
    - Meine Küsse – Deine Küsse (2010)
    - Meine Freunde – deine Freunde (2011)

- Martina Sahler
  - Villa-Wildsee-Serie/Lille Serie:
    - Franzosen küssen besser (2007)
    - Ein Engländer zum Küssen (2008)
    - Der küssende Holländer (2009)
    - Italiener sind zum Küssen da (2010)
    - Schwedenküsse sind die besten (2011)
    - Traumküsse aus Amerika (2012)

- - Merle-Serie:
    - Headline mit Herz
    - Interview mit Herzklopfen

- Chantal Schreiber
  - 4 Hufe + 1 Kussalarm (2008)
  - 4 Hufe + 1 falscher Kuss (2009)
  - 4 Hufe + 1 Kuss hoch 2 (2010)
  - 4 Hufe + 1 Date zu dritt  (2011)
  - 4 Hufe + 1 Flug ins Glück (2012)

- Hortense Ullrich
  - Jojo-Serie:
    - Hexen küsst man nicht
    - Liebeskummer lohnt sich
    - Doppelt geküsst hält besser
    - Liebe macht blond
    - Wer zuletzt küsst ...
    - ... und wer liebt mich?
    - Ein Kuss kommt selten allein
    - Unverhofft liebt oft
    - Ehrlich küsst am längsten
    - Andere Länder – andere Küsse
    - Kein Tanz, kein Kuss
    - Liebe auf den ersten Kuss
    - Kuss oder Schluss
    - Ohne Chaos keine Küsse
    - Chaosküsse mit Croissant
    - Verküsst noch mal!
    - Neuer Kuss, Neues Glück!
    - Ketchup, Kuss und Kaviar
    - Küsse nie den falschen Zwilling
    - Liebeschaos und lila Muffins
    - Verflixt und fremdgeküsst
    - Chaos und flambierte Herzen
    - Chaos a la carte
    - Happyend mit Schokochaos
      - Jojo, welcome to Hollywood

- Zimmermann & Zimmermann
- Jule-Serie:
  - Schule, Frust & große Liebe (2001)

- - Charlotta-Serie:
    - Liebe, Chaos, Klassenfahrt (2000)

- - Henri-Serie:
    - Mathe, Stress & Liebeskummer (2000)
    - Küsse, Krisen, große Ferien (2000)
    - Küsse, Chaos, Feriencamp (2001)

- Irene Zimmermann
  - Küsse, Flirt & Torschusspanik (2002)
  - Liebe, Frust & Schokoherz (2007)

- - Jule-Serie:
    - Sonne, Kuss & Kokosnuss (2008)

- - Charlotta-Serie:
    - Liebe, Chaos, Schmetterlinge (2010)
    - Rosen, Chaos, Hochzeitsparty  (2012)
    - Casting, Chaos, Lampenfieber

- - Henri-Serie:
    - Liebe, Gips & Gänseblümchen (2004)
    - Schule, Küsse, Liebesstress (2005)
    - Liebe, Stress, Gitarrenständchen (2006)
    - Küsse, Chaos, Gummibärchen (2009)
    - Küsse, Stress & Schokotörtchen (2011)
    - Liebe,Chaos, Handyklingeln
    - Berge, Chaos, Happy End

### Freche Minis
- Freche Minis aus der Anthologie "Sommer, Sonne, Ferienliebe" (Mai 2005)
  - Eis mit Kuss (Sabine Both)
  - Märchenprinz im Ferienstau (Brinx/Kömmerling)
  - Küsse criminale (Christamarie Fiedler)
  - Küsse, Kompass, Kerzenschein (Sissi Flegel)
  - Regenguss & Ferienkuss (Bianka Minte-König)
  - Ohne Fleiß kein Kuss (Hortense Ullrich)
  - Liebe, Frust, Geburtstagskuss (Irene Zimmermann)

- Freche Minis aus der Anthologie "Liebe, Kuss, O Tannenbaum" (Oktober 2006)
  - Ein Engel zum Küssen (Sabine Both)
  - Stille Nacht, kussige Nacht (Brinx/Kömmerling)
  - Christmas criminale (Christamaria Fiedler)
  - Küsse mit Zimt (Sissi Flegel)
  - Zuckerguss & Weihnachtskuss (Bianka Minte-König)
  - Küsse keinen Weihnachtsmann (Hortense Ullrich)
  - Liebe, Kuss und Rutschpartie (Irene Zimmermann)

- Freche Minis aus der Anthologie "Schneeflöckchen, Kuss & Kerzenschein" (September 2008)
  - Lebkuchenherz zu verschenken (Sabine Both)
  - Monsterküsschen im Schnee (Brinx/Kömmerling)
  - Kuschelparty criminale (Christamaria Fiedler)
  - Liebe, Ski & Schneegestöber (Sissi Flegel)
  - Heiße Küsse, kalte Füße (Bianka Minte-König)
  - Konfettiküsse (Martina Sahler)
  - Kuss oder Kürbis (Hortense Ullrich)
  - Küsse, Chaos, Schlittenfahrt (Irene Zimmermann)

- Freche Minis aus der Anthologie "Sommer, Sonne, erste Liebe" (Mai 2009)
  - Schwein in der Liebe (Sabine Both)
  - Liebe plus C (Brinx/Kömmerling)
  - Ferien criminale (Christamaria Fiedler)
  - Mittsommernachtskuss (Sissi Flegel)
  - Voll cool am Pool (Bianka  Minte-König)
  - Kuss und k.o. (Hortense Ullrich)
  - Liebe, Chaos, Sommerküsse (Irene Zimmermann)

- Freche Minis aus "Freche Mädchen - Freche Adventsgeschichten" (Oktober 2009)
  - Kuschelzeit & Schneegestöber (Both, Minte-K., Sahler, Schreiber)
  - Mistelzweig & Weihnachtsküsschen (Both, Minte-K., Schreiber, Zimmermann)
  - Plätzchen, Punsch & Märchenprinz (Brinx/Kömmerling)
  - Kerzen, Kuss & Kandiszucker (Sahler, Ullrich, Zimmermann)
  - Liebesschmaus mit Nikolaus(Both, Minte-K., Sahler, Schreiber)
  - Engel, Bengel, Weihnachtsliebe (Both, Ullrich, Zimmermann)

### Sammelbände (Dreh-Bücher)
- Jungs & andere Katastrophen / Mädchen & andere Katastrophen
- Alles Machos außer Tim / Alles Hühner außer Ruby
- It's Showtime, Mick / It's Showtime Nelli

### Sommer-Ferien-Edition
- Umzug auf Wolke sieben (Sabine Both)
- Küssen nicht vergessen (Brinx/Kömmerling)
- Liebe, List & Andenzauber (Sissi Flegel)
- Franzosen küssen besser (Martina Sahler)
- Andere Länder, andere Küsse (Hortense Ullrich)
- Küsse, Krisen, große Ferien (Zimmermann + Zimmermann)

### Kurzgeschichtenbände
- Sommer, Sonne, Ferienliebe (Titel wie bei den Minis)
- Liebe, Küsse, Herzgeschichten (Freche Geschichten vom Schreibwettbewerb 2004)
- Liebe, Kuss, O Tannenbaum (Titel wie bei den Minis)
- Schneeflöckchen, Kuss & Kerzenschein (Titel wie bei den Minis) (auch mit Schal erhältlich)
- Sommer, Sonne, erste Liebe (Titel wie bei den Minis)
- Liebe, Schuss, Elfmeterkuss
- Party, Jubel, 100 Küsse

### Adventskalender
- Freche Mädchen Freche Adventsgeschichten (2008)
- Freche Mädchen Frecher Adventskalender (2009)
- Freche Mädchen Frecher Advent (2010)
- Freche Mädchen Frecher Adventskalender (2011)
- Freche Mädchen Frecher Adventskalender (2012)
- Freche Mädchen Frecher Adventskalender (2013)
- Freche Mädchen frecher Adventskalender (2014)

### Girls' School – Easy English!
Ab Januar 2009 erschienen Bücher von Joanna Thompson bei Thienemann Verlag. Diese Bücher sind in einem einfachen Englisch von einer Muttersprachlerin geschrieben. Mit Worterklärungen wird das Verständnis der Geschichten noch einfacher.
- England Calling
- The Ed Affair
- Season of Love
- Stand by your Sam
- Long Distance Kisses
- Vote for Love
- Runaway Hearts

### Andere englische Bücher
- Sabine Both
  - Move to Cloud Nine
  - Love in my Luggage
  - Two Divided by Love

- Brinx/Kömmerling
  - A Paul to Kiss
  - Country Boys, Country Love

- Christamaria Fiedler
  - Spaghetti Crime
  - Risotto Crime
  - Pumpkin Crime

- Sissi Flegel
  - Forbidden to Love
  - Cool Kisses on the Beach
  - Love, Silk & Sand

- Bianka Minte-König
  - Mobile Phone Love
  - Schoolyard Flirt & Catwalk Dreams
  - Kissing Ban & Stolen Heart

- Hortense Ullrich
  - Love is Blond
  - Never Kiss a Witch
  - And Who Loves Me?

- Irene Zimmermann
  - Maths, Stress + a Lovestick Heart
  - School, Trouble & True Love
  - School Trip, Love & Trouble

- Kurzgeschichtenbände
  - Sommer, Sun & Holiday Love

### Freche Mangas
- Handykuss und Liebesrätsel (Hauptperson: Hanna)
- Hexerei & süße Traume      (Hauptperson: Kati)
- Liebesbrief und Zickenzoff (Hauptperson: Mila)